# Bâtiment situé 38 rue Ljube Nešića à Zaječar
Le bâtiment situé 38 rue Ljube Nešića à Zaječar (en serbe cyrillique : Зграда у Ул. Љубе Нешића 38 у Зајечару ; en serbe latin : Zgrada u Ul. Ljube Nešića 38 u Zaječaru) se trouve à Zaječar et dans le district de Zaječar, en Serbie. Il est inscrit sur la liste des monuments culturels protégés de la république de Serbie (identifiant no SK 997),.

## Présentation
Le bâtiment a été construit dans les années 1930.